# Georges Ahnne
Pour les articles homonymes, voir Ahnne.
Georges Ahnne, né le 21 mars 1903 à Papeete (Tahiti) et mort le 3 août 1949 à Garches (Seine-et-Oise), est un homme politique français, député des Établissements français de l'Océanie.

## Détail des fonctions et des mandats
Mandats parlementaires
- 2 juin 1946 - 27 novembre 1946 : Député des Établissements français de l'Océanie
- 10 novembre 1946 - 3 août 1949 : Député des Établissements français de l'Océanie